# Perino del Vaga
Perino del Vaga o Perin del Vaga (Florència, 1501 - Roma, 1547) va ser un pintor italià del Renaixement. El seu nom vertader era Pietro Bonaccorsi.
Va iniciar la seua formació a Florència, al taller de Ridolfo Ghirlandaio, on va estudiar sota la tutela d'un pintor anomenat Vaga, de qui va rebre el sobrenom.
Al voltant de 1517 es va traslladar a Roma, on var entrar a treballar al taller de Rafael, participant en la decoració de les Lògies Vaticanes, sent ajudant de Giovanni da Udine en els frescos de la Sala dels Pontífexs. Individualment, va realitzar la decoració de la sala del Palau Baldassini, en la qual reelabora models de Rafael, Peruzzi i Giulio Romano, amb un original estil caracteritzat per la gràcia, la fluïdesa i l'artificialitat.
Entre 1522 i 1523 va residir de nou a Florència, on va fer amistat amb Rosso Fiorentino i amb qui va realitzar un dibuix molt elogiat: Els deu mil màrtirs, avui desaparegut.
L'any 1527 va acceptar entrar al servei d'Andreu Doria, que li encarregà la decoració del Palau Fassolo de Gènova, punt de referència fonamental per als posteriors desenvolupaments de la pintura local als palaus de la noblesa, on va executar els temes de Els Triomfs, Els Herois, La Caiguda dels gegants o El naufragi d'Enees. D'aquest període genovès són també nombrosos retaules d'altar i cartons per a tapissos.
El 1538 va tornar a Roma, on va realitzar importants encàrrecs per a la cort papal, com ara la decoració de la Sala Paulina o les Cambres del Castello de Sant'Angelo, així com la Sala de la Signatura del Vaticà. En aquestes obres abandona el fred i arqueològic estil assumit en el seu període genovès, creant escenes més enèrgiques i atapeïdes de figures inspirades en Miquel Àngel.
La riquesa de la seua cultura, l'elegància del dibuix i el ritme inquiet de les seues composicions fan d'ell una de les figures més importants del manierisme, amb gran nombre de seguidors a Roma i a Gènova.

## Obres destacades

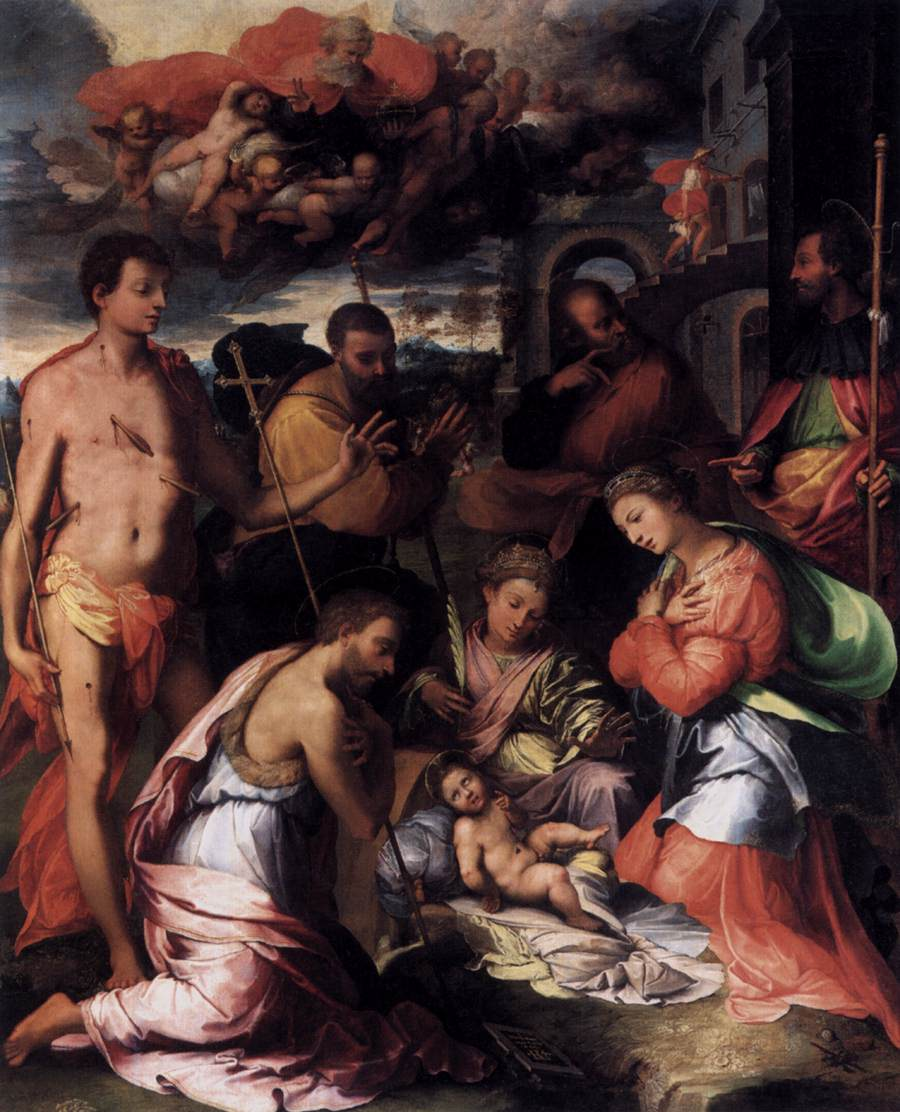
Adoració del nen amb sants, National Gallery of Art, Washington

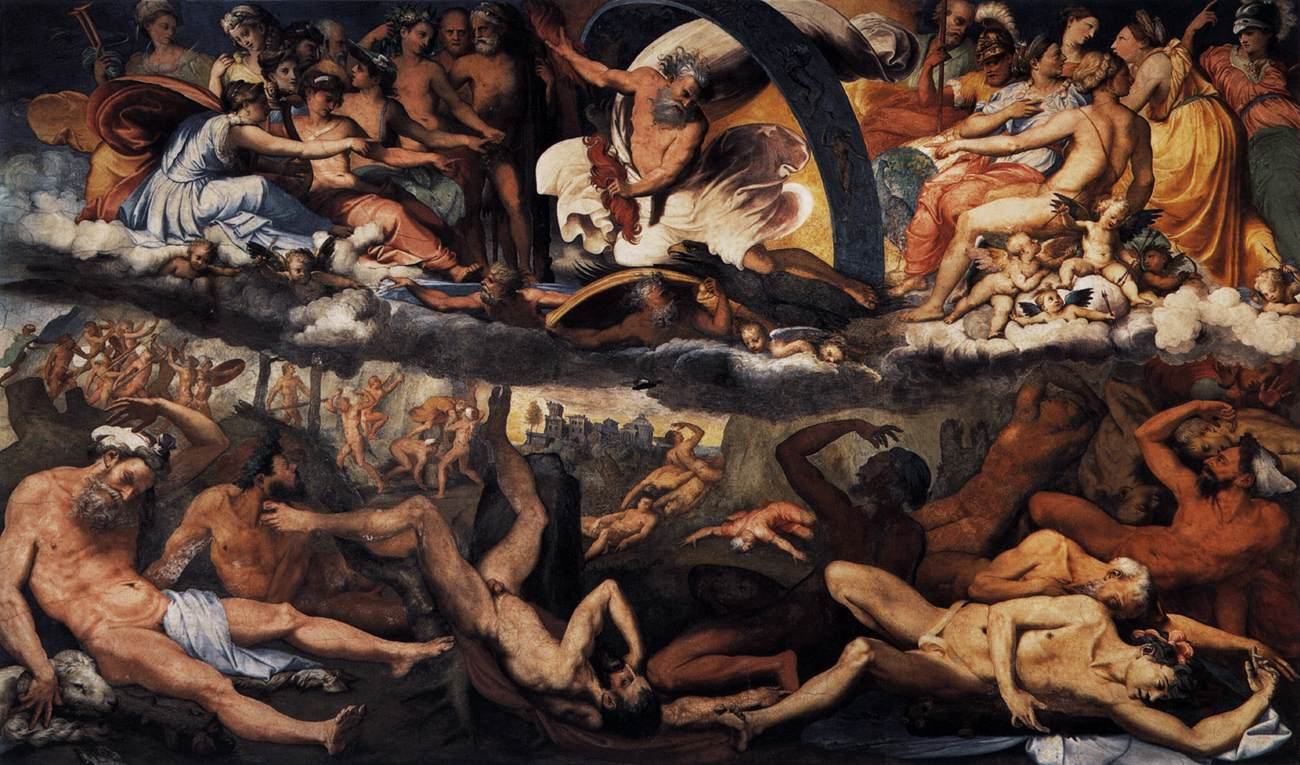
Caiguda dels Gegants, Palazzo Fassolo, Venècia.

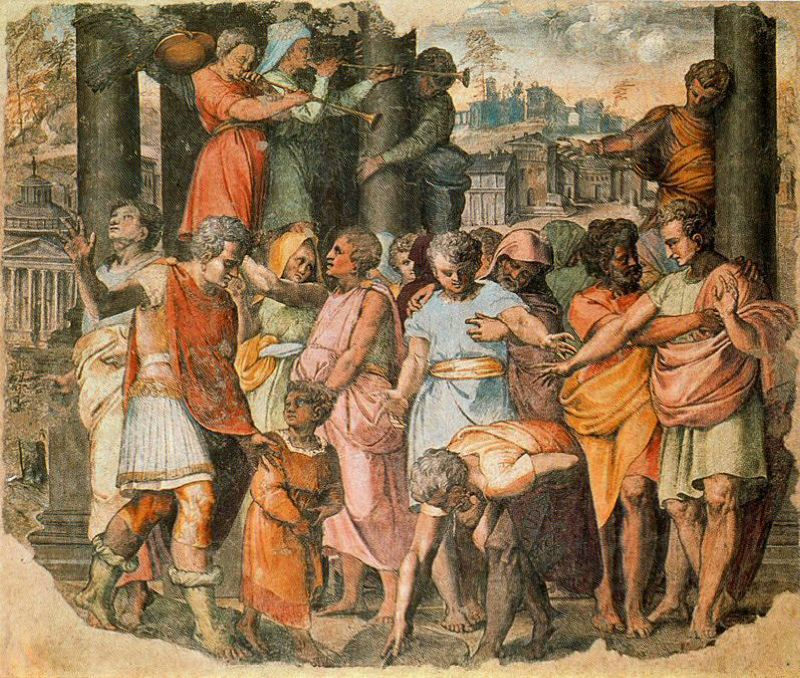
Tarquino el Superb funda el Temple de Júpiter Capitolino, fresc passat a llenç, Uffizi.

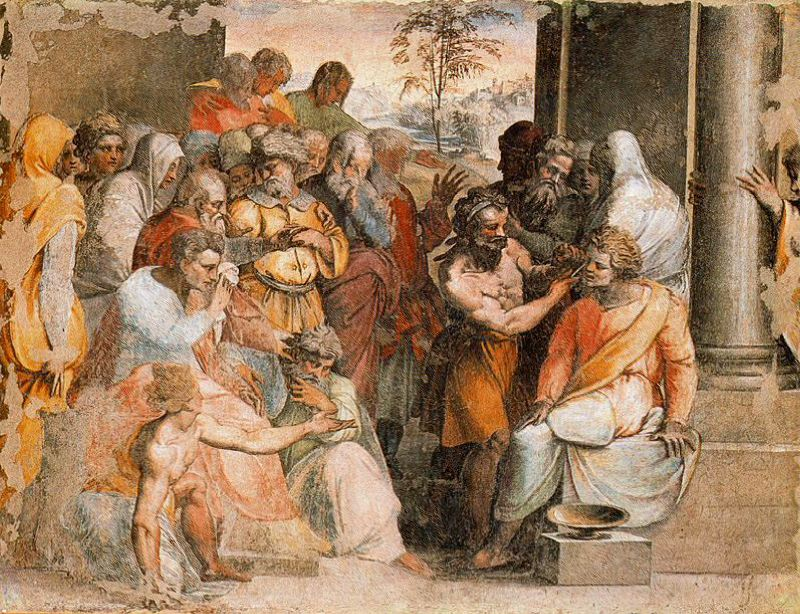
Justícia de Seleuco, fresc passat a llenç, Uffizi.

- Frescs del Palacio Baldassini, Roma (ara en els Uffizi, Florència)
  - Justícia de Seleuco
  - Tarquino el Superb funda el Temple de Júpiter Capitolino
- Els deu mil màrtirs de la Legió Tebana (1522-23, desaparegut)
- Frescs del Palacio Fassolo, Gènova (1527-1533)
  - Els Triomfs
  - Els Herois
  - La caiguda dels Gegants
  - Naufragi d'Enees
- Frescos de la Sala Paulina, Vaticà
- Frescs del Castello de Sant'Angelo
- Frescos de la Sala de la Segnatura, Vaticà
- Venus i Cupido ploren a Adonis mort (Museu del Cenacolo de Andrea del Sarto, Florència)
- Diluvi Universal (Casa Vasari, Florència)
- Conversió de Sant Pablo (Casa Vasari, Florència)
- Sant Pablo predica als jueus (Casa Vasari, Florència)
- Pas del Mar Roig (Galleria degli Uffizi, Florència)
- Verge amb el Nen (Palacio Montecitorio, Roma)
- Lamentació sobre Crist mort (h.1530, Museu de l'Hermitage, Sant Petersburg), del qual s'ha conservat el projecte previ al Monestir de Poblet.
- Adoració del Nen amb sants (1534, National Gallery of Art, Washington)